# La Santé-fängelset

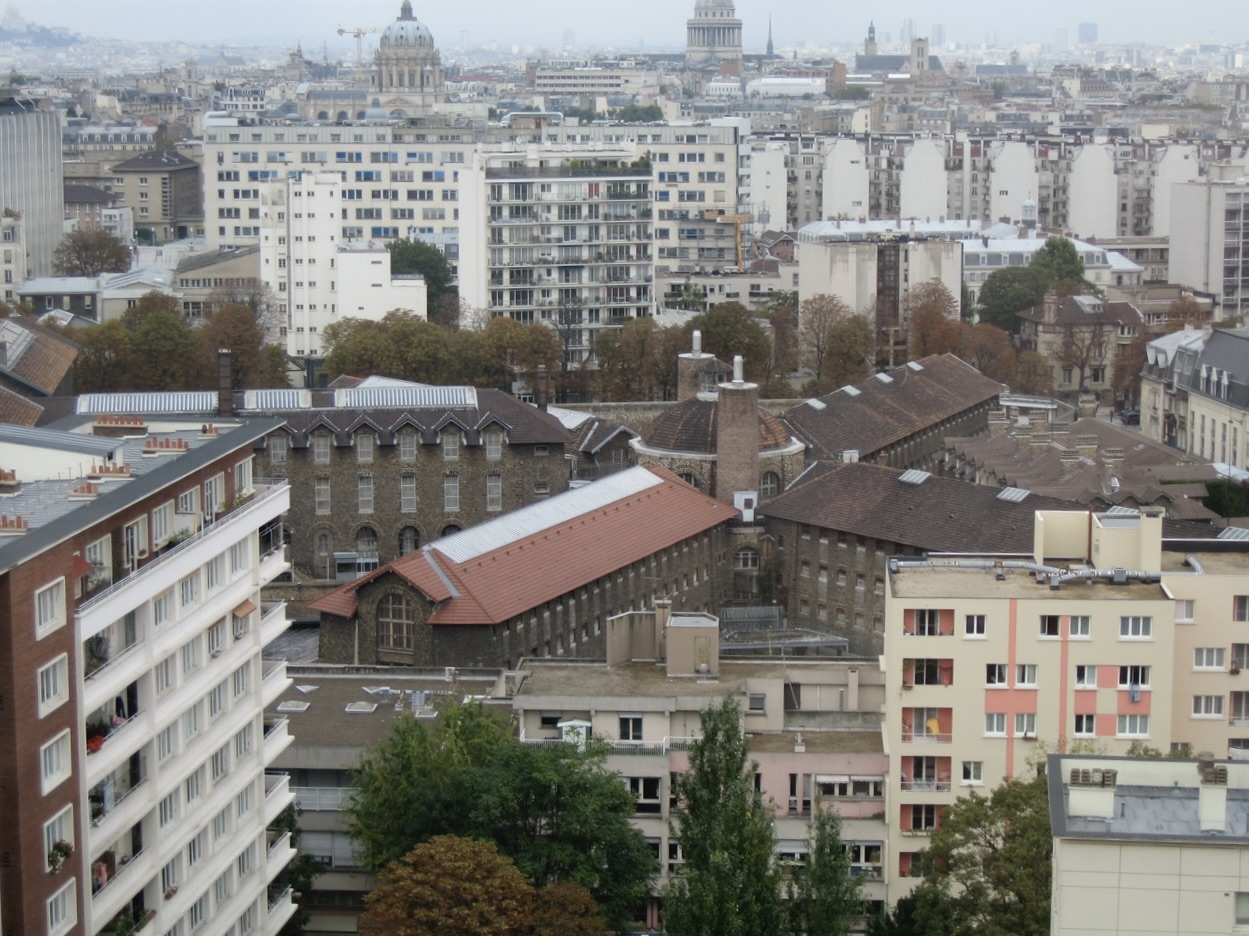
La Santé-fängelset i mitten 2007.

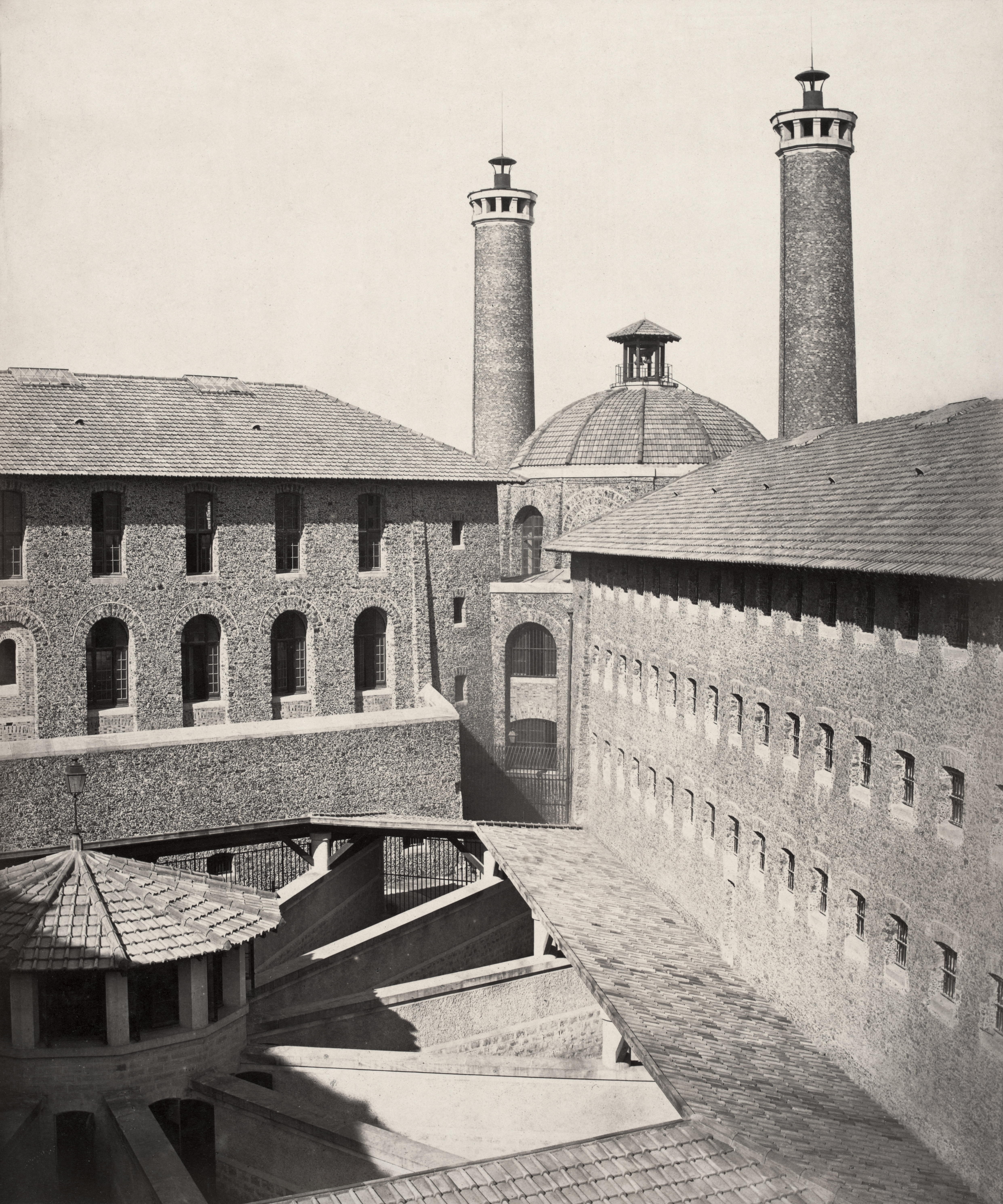
La Santé-fängelset ca 1867–70, fotograferat av Charles Marville.

La Santé-fängelset (franska: Maison d’arrêt de Paris – La Santé) är ett franskt före detta fängelse och numera centralhäkte beläget i Paris. Det invigdes 1867 och drivs av Frankrikes justitieministerium. Det är ett av Frankrikes mest kända fånganstalter. Tillsammans med Fleury-Mérogis-fängelset (Europas största fängelse) och Fresnes-fängelset, båda belägna i sydliga förorter, är det ett av de tre huvudfängelserna i Parisområdet.

## Historia
Fängelsekomplexet, som är konstruerat i en panoptikon-struktur med rastgårdar mellan "stjärnspetsarna", ritades av arkitekten Vaudremer. Det invigdes den 20 augusti 1867 och fick namn efter adressen vid rue de la Santé. Den gatan var i sin tur namngiven efter det äldre Santé-sjukhuset (hôpital de la Santé, senare namnbytt till hôpital Sainte-Anne) som låg i gatans ena ände.
Redan från början planerades fängelset för invididuell inlåsning, med intagna i enskilda celler. Man erbjöd – för den tiden hälsosamma – boendeförhållande för 1 000 fångar, fördelade på två fängelseblock. 1892 inrättades på fängelset särskilda avdelningar anpassade för provisorisk vistelse av fångar dömda till straffarbete, dödsdömda och politiska fångar. För det ändamålet byggdes en ny, tre våningar fängelsebyggnad med plats för 650 fångceller.
1934 avskaffades institutionens dåvarande roll som centralfängelse, varefter man fortsatt som centralhäkte med viss roll som fängelse. 1949 omvandlades den till fängelse för departementet Paris. Ett fängelseblock för fångar av högsta säkerhetsklassning öppnades 1970.
1 januari 2020 fanns 197 fångplatser (celler och liknande) på fängelset/häktet. Eftersom antalet intagna då var 236, var fängelset drabbat av överbeläggning. Samtidigt pågick dock byggnadsarbeten i fastigheten, vilket begränsade antalet fångplatser.